# La Guadalupe, San José Chiltepec
La Guadalupe är en ort i Mexiko.   Den ligger i kommunen San José Chiltepec och delstaten Oaxaca, i den sydöstra delen av landet, 400 km sydost om huvudstaden Mexico City. La Guadalupe ligger 81 meter över havet och antalet invånare är 212.
Terrängen runt La Guadalupe är kuperad västerut, men österut är den platt. Runt La Guadalupe är det ganska glesbefolkat, med 29 invånare per kvadratkilometer. Närmaste större samhälle är San José Chiltepec, 12,7 km nordväst om La Guadalupe. I omgivningarna runt La Guadalupe växer i huvudsak städsegrön lövskog.